# 岸則子
岸 則子（きし のりこ、1975年12月19日 - ）は、日本のフリーアナウンサー。ラジオパーソナリティとしての活動を主とする。

## 来歴
長崎県雲仙市南串山町出身。長崎県立口加高等学校卒業。
大学を卒業後、エフエム長崎に入社。同局のアナウンサーを務めた後、1999年に関東地方へ移住。横浜エフエム放送（FMヨコハマ）の契約アナウンサーを務めた後、フリーランスに転向。そして横浜コミュニティ放送（FMサルース）での活動を経て、エフエム甲府のパーソナリティになる。なお、長崎からの移住直後には神奈川県横浜市に住んでいたが、後に東京都内へ転居した。
途中、2008年から2010年まで夫とともに日本を離れ、アメリカのフロリダ州で生活していた。その間はラジオパーソナリティとしての活動を休止し、フロリダにある英語学校と大学に通っていた。
日本への帰国後、エフエム甲府の番組出演を再開する。それと並行して、2010年代中期にはレインボータウンFMのパーソナリティを、2010年代末期には山梨県の名所や特産品などを県外へPRする「やまなし大使」も務めていた。

## 人物
3人姉妹の長女である。既婚者。
小学校教諭第一種免許を取得している。
趣味は落語。昔昔亭桃太郎の名前弟子であり、昔昔亭 桃絵（せきせきてい ももえ）の名で高座に上がることもあった。

## 担当番組
- Sunrise Station（エフエム長崎）
- news & weather（FMヨコハマ）[12]
- Topics（FMサルース）[13]
- ウィークエンドパレット（エフエム甲府）[14]
- 土曜ワイド酒折倶楽部 第1部（エフエム甲府）
- 大江戸ワイドスーパーアフタヌーン（レインボータウンFM）[9]
- 元気はつらつフライデー（エフエム甲府）
- ジョイフルサロン（エフエム甲府）
- IMADOKI☆JAM（エフエム甲府）
- 劇団KISHI（エフエム甲府）